# Anaksagoras z Eginy
Anaksagoras – rzeźbiarz grecki działający w pierwszej połowie V wieku p.n.e. Był autorem wysokiego na 10 łokci (ponad 3 metry) brązowego posągu Zeusa, ustawionego w Olimpii po zwycięskiej dla Greków bitwie pod Platejami w 479 p.n.e.